# Rabdophaga repenticornua
Rabdophaga repenticornua är en tvåvingeart som beskrevs av Bland 2001. Rabdophaga repenticornua ingår i släktet Rabdophaga och familjen gallmyggor. Inga underarter finns listade i Catalogue of Life.